# Lliga Elit
La Lliga Elit (en castellano, «Liga Élite») anteriormente llamada Superliga Catalana, es la liga que constituye el sexto nivel de competición de fútbol en Cataluña, y el primer nivel de las divisiones regionales en esta comunidad. Su organización corre a cargo de la Federación Catalana de Fútbol.

## Historia
En 2021 se llevó a cabo la reforma del fútbol español que modificó la estructura de ligas del balompié nacional con la introducción de las categorías Primera, Segunda y Tercera Federación en sustitución de las antiguas Segunda B y Tercera División, esto con el objetivo de mejorar la profesionalización de los clubes integrantes de esas categorías del sistema de fútbol.
Debido a la implementación de la reforma citada anteriormente, la Federación Catalana de Fútbol comenzó a planificar una modificación en sus categorías para ayudar a que los equipos miembros pudieran asentarse en las categorías profesionales del balompié estatal, por ello antes de iniciar la temporada 2022-23 se anunció la creación de una nueva competición denominada en un principio como Superlliga Catalana, la cual fue colocada entre la Tercera Federación, última división estatal, y la Primera Catalana, que hasta esa temporada era la máxima categoría del fútbol regional de Cataluña, la nueva liga se estableció como un puente para facilitar el paso desde el ámbito futbolístico autonómico al nacional ante un previsible incremento del nivel de la competencia.
En junio de 2023 se dio a conocer el plan de competición para la temporada 2023-2024, en el documento se anunció que la primera edición estaría compuesta por 16 clubes: el equipo que ocupó la última plaza del grupo catalán de la Tercera Federación 2022-23 y quince equipos procedentes de la Primera Catalana, los cuales finalizaron la temporada 2022-23 entre el segundo y sexto lugar de su grupo en la hasta entonces máxima categoría del fútbol catalán. Posteriormente a la presentación del plan de competición, la nueva liga catalana fue renombrada como Lliga Elit dejando atrás la denominación Superlliga Catalana, propuesta originalmente.

## Sistema de competición
La Lliga Elit está compuesta por 16 clubes que compiten en un grupo único a dos vueltas jugando 30 partidos por temporada. Los dos mejores equipos de la tabla de clasificación ascenderán directamente a Tercera Federación. La tercera plaza de ascenso a categoría nacional se determinará a través de una promoción entre los clubes colocados del tercer al sexto lugar, el ganador de la eliminatoria conseguirá un lugar en la también llamada Tercera RFEF. Por el lado contrario, los cuatro peores equipos de la temporada descenderán a Primera Catalana,no obstante, pueden producirse descensos adicionales de acuerdo con las condiciones establecidas para mantener esta liga en 16 equipos.

## Equipos participantes
| Equipo                             | Localidad                  | Provincia | Estadio                                  |
| ---------------------------------- | -------------------------- | --------- | ---------------------------------------- |
| Atlètic Sant Just F. C.            | San Justo Desvern          | Barcelona | Municipal de Sant Just Desvern           |
| U. E. Castelldefels                | Castelldefels              | Barcelona | Els Canyars                              |
| C. F. Ciudad Cooperativa           | San Baudilio de Llobregat  | Barcelona | Municipal Dani Jarque Ciutat Cooperativa |
| U. A. Horta                        | Barcelona                  | Barcelona | Feliu i Codina                           |
| C. E. Júpiter                      | Barcelona                  | Barcelona | Camp de La Verneda                       |
| A. E. C. Manlleu                   | Manlleu                    | Barcelona | Municipal de Manlleu                     |
| F. C. Martinenc                    | Barcelona                  | Barcelona | Municipal del Guinardó                   |
| A. E. Prat                         | El Prat de Llobregat       | Barcelona | Complex Esportiu Municipal Sagnier       |
| C. F. Pobla de Mafumet             | Pobla de Mafumet           | Tarragona | Municipal de La Pobla de Mafumet         |
| U. E. Rubí                         | Rubí                       | Barcelona | Municipal de Can Rosés                   |
| C. E. Sabadell F. C. "B"           | Sabadell                   | Barcelona | Poliesportiu Olimpia                     |
| U. E. San Juan Atlético de Moncada | Moncada y Reixach          | Barcelona | Can Sant Joan                            |
| U. D. San Mauro                    | Santa Margarita de Montbuy | Barcelona | Municipal de Santa Margarida de Montbui  |
| U. E. Valls                        | Valls                      | Tarragona | Camp del Vilar                           |
| F. C. Vilafranca                   | Villafranca del Panadés    | Barcelona | Camp Municipal d'Esports de Vilafranca   |
| U. E. Vilassar de Mar              | Vilassar de Mar            | Barcelona | Municipal Xevi Ramón                     |

## Campeones
| Temporada | Campeón          |
| --------- | ---------------- |
| 2023-2024 | C. E. Europa "B" |
| 2024-2025 | U. E. Vic        |

## Clasificación histórica
| Pos. | Equipo                     | Temps. | Pts | PJ | PG | PE | PP | GF  | GC  | DG  |
| ---- | -------------------------- | ------ | --- | -- | -- | -- | -- | --- | --- | --- |
| 1    | U. E. Vic                  | 2      | 99  | 60 | 24 | 27 | 9  | 79  | 47  | 32  |
| 2    | U. A. Horta                | 2      | 93  | 60 | 25 | 18 | 17 | 95  | 71  | 24  |
| 3    | C. F. Can Vidalet          | 2      | 86  | 60 | 21 | 23 | 16 | 89  | 71  | 18  |
| 4    | U. E. Rubí                 | 2      | 83  | 60 | 22 | 17 | 21 | 100 | 89  | 11  |
| 5    | C. E. Europa "B"           | 1      | 61  | 30 | 18 | 7  | 5  | 52  | 26  | 26  |
| 6    | Palamós C. F.              | 2      | 61  | 60 | 15 | 16 | 29 | 73  | 115 | -42 |
| 7    | C. E. Sabadell F. C. "B"   | 1      | 52  | 30 | 15 | 7  | 8  | 52  | 30  | 22  |
| 8    | C. F. Vilanova i la Geltrú | 1      | 51  | 30 | 15 | 6  | 9  | 47  | 38  | 9   |
| 9    | Atlètic Sant Just C. F.    | 1      | 48  | 30 | 12 | 12 | 6  | 46  | 33  | 13  |
| 10   | U. E. Figueres             | 2      | 46  | 60 | 20 | 23 | 17 | 73  | 73  | 0   |
| 11   | C. E. Atlètic Lleida       | 1      | 45  | 30 | 11 | 12 | 7  | 48  | 38  | 10  |
| 12   | U. E. Castelldefels        | 1      | 45  | 30 | 13 | 6  | 11 | 42  | 36  | 6   |
| 13   | F. C. Vilafranca           | 1      | 45  | 30 | 12 | 9  | 9  | 33  | 30  | 3   |
| 14   | U. E. Valls                | 2      | 82  | 60 | 22 | 16 | 22 | 73  | 77  | -4  |
| 15   | A. E. C. Manlleu           | 1      | 41  | 30 | 11 | 8  | 11 | 45  | 43  | 2   |
| 16   | U. D. San Mauro            | 1      | 39  | 30 | 11 | 6  | 13 | 34  | 26  | 8   |
| 17   | C. F. Pobla de Mafumet     | 1      | 39  | 30 | 11 | 6  | 13 | 40  | 45  | -5  |
| 18   | C. F. Lloret               | 2      | 39  | 60 | 15 | 12 | 33 | 66  | 80  | -14 |
| 19   | U. E. Rapitenca            | 1      | 38  | 30 | 10 | 8  | 12 | 41  | 48  | -7  |
| 20   | F. C. Santboià             | 1      | 34  | 30 | 8  | 10 | 12 | 29  | 45  | -16 |
| 21   | U. E. Sants                | 1      | 33  | 30 | 8  | 9  | 13 | 28  | 40  | -12 |
| 22   | E. C. Granollers           | 1      | 28  | 30 | 6  | 10 | 14 | 45  | 55  | -10 |
| 23   | E. E. Guineueta C. F.      | 1      | 27  | 30 | 6  | 9  | 15 | 32  | 55  | -23 |
| 24   | U. D. Viladecans           | 1      | 25  | 30 | 4  | 13 | 13 | 27  | 49  | -22 |